# 山根誠示
山根 誠示（やまね せいじ、1966年5月28日 - ）は、広島県三原市出身の俳優。

## 人物
身長170cm。体重63kg。血液型B型。
東映太秦映画村に所属し、多数の時代劇、刑事ドラマ、2時間ドラマに多数出演した。
明日へのとびら委員会代表。

## 出演作品

### テレビドラマ

#### NHK
- 金曜時代劇 / 最後の忠臣蔵 第1話「吉良邸乱入」（2004年）

#### 日本テレビ
- 金曜ロードショー / 映画三国志 映画に夢を賭ける男たち（1990年）※方言指導も兼任
- 闇を斬る!大江戸犯科帳 第12話「鬼の棲(す)む島夢の島」（1993年）
- 江戸の用心棒II 第5話「当世殺しの人事」（1995年）
- さむらい探偵事件簿 第4話「モデルにされた迷探偵」（1996年）

#### TBS
- ナショナル劇場→パナソニック ドラマシアター
  - 江戸を斬るVIII（1994年）
    - 第12話「情に泣いた娘掏摸」
    - 第21話「遠山狙う能面の女」

  - 南町奉行事件帖 怒れ!求馬
    - 南町奉行事件帖 怒れ!求馬I 第12話「消えた死体」（1998年）
    - 南町奉行事件帖 怒れ!求馬II 第8話「変装大作戦」（1999年）
    - 大江戸を駈ける! 第12話「島破りの二千両」（2001年）

  - 水戸黄門
    - 第27部 第18話「勘当された兄の真実」（1999年） - 富三の子分
    - 第28部（2000年）
      - 第10話「見てはいけない狐の嫁入り」
      - 第14話「忍者が狙った御老公」

    - 第29部 第1話「将軍が最も恐れた男」（2001年） - 戸田山城守忠昌
    - 第35部 第1話「風雲急を告げる高松城」（2005年）
    - 第36部 第16話「銘酒を守った頑固者」（2006年）
    - 第37部（2007年）
      - 第11話「母と娘つないだ風車」
      - 第20話「男意気地の悪退治」

    - 第38部（2008年）
      - 第2話「嵐を呼ぶ瀬戸内の謎!」
      - 第11話「にわか侍一直線!」
      - 第16話「太鼓叩きゃ出るホコリ」

    - 第40部（2009年）
      - 第9話「はぐれ老公、お宝探し」
      - 第16話「質実剛健 わが道を行く」

    - 第41部 第11話「夢にまで見たお母さん」（2010年） - 男
    - 第42部 第16話「一触即発、御家騒動!」（2011年）
    - 第43部 第7話「家族愛にまさる宝なし」（2011年）
- 女優X 伊澤蘭奢の生涯（1996年）
- 月曜ドラマスペシャル→月曜ゴールデン→月曜ミステリー劇場
  - 一色京太郎事件ノート 第4作「京都西陣に消えた女」（1997年）
  - 狩矢警部シリーズ
    - 第1作「京都華道家元殺人事件」（2005年）
    - 第9作「坂本龍馬殺人事件」（2010年）
    - 第11作「京都舞踊襲名殺人事件」（2012年）
    - 第12作「京都香道殺人事件」（2012年） - 小川弘幸
    - 第15作「京都タペストリー殺人事件」（2015年） - 映画スタッフ

  - オバベン -京都ふたりの女弁護士- 第1作「白装束の遺体がスーツケースの中に!? 老舗の旅館の跡取り息子が殺された犯人は毒嫁？目撃者は左ピアスの男？新コンビが挑む」（2013年） - 刑事
- 唐招提寺1200年の謎〜天平を駆けぬけた男と女たち（2009年）

#### フジテレビ
- ボクたちのドラマシリーズ / 幕末高校生 第1回「タイムスリップ!」（1994年）
- 鬼平犯科帳 (中村吉右衛門)
  - 第7シリーズ 第11話「毒」（1997年）
  - 第8シリーズ 第4話「眼鏡師市兵衛」（1998年）
- 隠密奉行朝比奈
  - 第1シリーズ 第3話「山形蔵王 世継ぎをさがせ」（1998年）
  - 第2シリーズ 第2話「讃岐丸亀 女のいない町」（1999年）
- 剣客商売（藤田まこと版） 第2シリーズ 第10話「雨の鈴鹿川」（1999年）
- 旗本退屈男 第10話（最終回）「南国の対決」（2001年）
- 木曜劇場 / 大奥〜第一章〜 第4話「母上の死」（2004年）
- 明智光秀〜神に愛されなかった男〜（2007年）

#### テレビ朝日
- 三匹が斬る!
- 暴れん坊将軍
  - 暴れん坊将軍IV
    - 第28話「紀州の海鳴り おやこ波」（1991年） - 家臣
    - 第42話「おやこ喧嘩の大手柄!」（1992年） - 客
    - 第56話「大奥の殺人者!」（1992年） - 田口信次郎
    - 第64話「危うし! 吉宗、妖刀村正騒動」（1992年） - 松平広忠

  - 暴れん坊将軍V（1993年）
    - 第2話「狙われた氷の美女」 - 大石
    - 第29話「空を飛んだ米相場」 - 手代

  - 暴れん坊将軍VI
    - スペシャル「吉宗潜入! 謀略の城 偽将軍宣下を阻止せよ!」（1994年）
    - 第14話「遠い昔の花嫁衣裳」（1995年） - 遊び人
    - 第32話「女賞金稼ぎ 修羅の花道!」（1995年） - 役人
    - 第35話「鬼同心が泣いた夢」（1995年） - 岩吉

  - 暴れん坊将軍VIII 第18話「口づけが起こした波紋」（1998年）
  - 暴れん坊将軍IX
    - 第6話「だまされた男 芸者の吐息に仕掛けられた罠」（1998年） - 赤柄組
    - 第7話「謀略! あやつり人形にこき使われた吉宗」（1999年） - 高木敬之助
    - 第16話「大奥の改革 上様、お恨みいたします!」（1999年）
    - 第32話「母なればこそ 椿の花は知っていた」（1999年）
    - 第33話「辻斬り必殺剣の秘密!?幻の御前試合」（1999年）

  - 暴れん坊将軍X（2000年）
    - 第8話「大岡裁きで生き地獄を見た女! 私を死罪に…」
    - 第16話「顔の見えない逢瀬! 陰謀に利用された芸者の恋」

  - 暴れん坊将軍 800回新春スペシャル（2001年）
  - 暴れん坊将軍XI 第17話「危機一髪! お庭番の禁じられた恋」（2001年）
  - 暴れん坊将軍XII 第10話「雨の目撃者! 牢獄に通う吉宗の母」（2002年）
  - 暴れん坊将軍 春のスペシャル（2004年）
- 将軍家光忍び旅II（1992年）
  - 第2話「近江路、直訴状の女」 - 大須賀安芸守
  - 第6話「妻籠哀しや! おさと観音」 - 子分
  - 第15話「小諸城の危機、偽将軍と偽殿様」 - 偽忠憲
- 新春大型時代劇 / 旗本退屈男 天下御免の巨悪斬り!（1994年）
- 将軍の隠密!影十八 第5話「つぐない・過去を消した女」（1996年）
- 木曜時代劇 / 快刀!夢一座七変化 第2話「劇場を占拠した女」（1996年）
- 木曜ミステリー
  - 別れる2人の事件簿 事件簿7「禁じられた恋! 美しき女教師が呼ぶ殺意」（2000年）
  - 科捜研の女
    - 第2シリーズ 第4話「望遠マイクが覗いた監禁現場! 人質になった女刑事」（2000年）
    - 第8シリーズ 第3話「科学捜査VS心理捜査! 第三の犯行の秘密!!」（2008年）
    - 第9シリーズ 第4話「告発された司法解剖! 追いつめられた女医」（2009年）
    - 第10シリーズ 第1話「狙われた科捜研!」（2010年）
    - 第11シリーズ 第16話（最終回）「マリコ最後の鑑定! 利用された誘拐事件!!」（2012年）
    - 第13シリーズ 第15話「最終章〜偽装された火災!?」（2014年）
    - （2015年） - 桐野雄一
    - （2016年） - 須田弘基
    - （2018年）
    - （2019年） - 岩谷雅

  - 京都迷宮案内
    - 第3シリーズ（2001年）
      - 第5話「殺人犯を愛した女! 時効直前・夫に話せない過去!!」
      - 第14話「盗まれた赤ん坊を追え! 古都を走る女の謎」

    - 第6シリーズ 第8話「カリスマ主婦の誤算 女子高生通り魔事件」（2003年）
    - 第7シリーズ（2004年）
      - 第4話「正義の父! ジャムパン一個殺人事件!!」
      - 第6話「特ダネ写真を持ち込んだ女!」
      - 第7話（最終回）「いつも誰かに見られている!」

    - 第8シリーズ（2006年）
    - 新・京都迷宮案内 スペシャル（2007年）

  - おみやさん
    - 第3シリーズ（2004年） 
      - 第1話「容疑者に愛された女弁護士10年目の謎」
      - 第7話「生存者1名！完全犯罪の女!! 空白の30分」- 津田刑事

    - 第4シリーズ 第2話「人気の女流作家に二重疑惑!! 母が殺意を抱く瞬間」（2005年）
    - 第7シリーズ 第5話「祇園で泣く女教師!! 不自然な夫婦の殺意」（2010年）
    - 第8シリーズ 第3話「京都嵐山に潜む罠! 満開の桜が暴く8年目のトリック」（2011年） - 葉山勇樹の元上司

  - 女刑事みずき〜京都洛西署物語〜（2005年）
  - 京都地検の女
    - 第3シリーズ 最終回スペシャル「鶴丸検事、20年目の運命の再会」（2006年）
    - 第8シリーズ 第2話 ｢老紳士の恋と偽りの涙…不正受給の謎!!｣（2012年） - 大家
    - 第9シリーズ 第5話「鶴丸あやVS女弁護士」（2013年） - 金券ショップ「リッチ」店長

  - その男、副署長
    - 第1シリーズ 第7話「河原町署最大の危機…襲われた女署長!!」（2007年）
    - 第3シリーズ 第2話「『牛の爪』と呼ばれた男のナップザックは、なぜ逃走時と逮捕後で重さが違っていたのか?」（2009年）

  - 853〜刑事・加茂伸之介 No.7「花嫁は待っている」（2010年） - 人材派遣会社社員
  - ホンボシ〜心理特捜事件簿〜 第5話「血塗られた京陶器! 豪邸に集う殺人疑惑一族」（2011年） - 木村由紀男
  - 捜査地図の女 第7話（最終回）「さようなら…地図の女! 京都〜福井〜東京、3つの殺人!」（2012年） - 刑事
  - 最強のふたり〜京都府警 特別捜査班〜（2015年） - 村田
  - 遺留捜査
    - （2017年） - 坂巻
    - （2018年） - 番頭
    - （2021年）
    - （2022年）

  - 刑事ゼロ（2019年） - 警官
  - IP〜サイバー捜査班（2021年） - 刑事
- 子連れ狼 (北大路欣也版)
  - 第一部（2002年）
    - 第4話「死闘! 一刀対90人の無法者」
    - 第6話「許せ! 大五郎! 父と子の哀しき運命」

  - 第二部（2003年）
    - 第10話「愛弟子との悲しき闘い! 牙志の男一刀…号泣す!」
    - 第17話「乳房あらための女と一撃必殺の刺客剣!」
- 木曜時代劇 / 八丁堀の七人
  - 第4シリーズ 第9話「鼠小僧の離縁状! 与力捨て身の対決」（2003年）
  - 第5シリーズ 第1話「あの七人が帰ってきた!! 美人女将が仕組んだ罠!悲しい過去が殺意を招く」（2004年）
  - 第6シリーズ 第9話「悲しき夫婦愛! 居酒屋占拠事件」（2005年）
- 爆竜戦隊アバレンジャー 第12話「アバレノコギリ、京都を斬る!」（2003年） - タクシー運転手
- 月曜時代劇
  - 天罰屋くれない 闇の始末帖 第5話「愛の逃避行品川宿で待つ女! 涙の仇討ち!!」（2003年）
  - 銭形平次 (村上弘明)
    - 第1シーズン（2004年）
      - 第2話「愛しすぎた女! 殺意の残り香!!」
      - 第8話「処刑寸前! 走れ平次 夫殺しの罠」

    - 第2シーズン 最終話「最期の激闘! 絶体絶命、下手人は笹野!!」（2005年）

  - 忠臣蔵 第3話「赤穂城明渡し」（2004年）
- 新春ドラマ / 山村美紗サスペンス「京都再婚旅行殺人事件」（2005年）
- 新春サスペンス特別企画 / 黒いバッグの女（2006年）
- 火曜時代劇
  - 名奉行! 大岡越前 第2シリーズ 第一話「あの名裁きが帰ってきた！五つの顔を持つ女…涙の逆転お白州」（2006年）
  - 新・桃太郎侍 第二話「母の秘密と鬼退治! 堕ちた女の恋心」（2006年）
  - 太閤記〜天下を獲った男・秀吉 第1話「天下を獲った男・秀吉〜ニッポンを変えた武将・信長との出会いから史上最大の奇襲戦“桶狭間”!!」（2006年）
  - 八州廻り桑山十兵衛〜捕物控ぶらり旅 第2話「上州〜江戸、怒りの大捜査網! 神田で待っていた女」（2007年）
- 素浪人 月影兵庫 第6話「おっ母さんが現れた兵庫の剣と半次の涙」（2007年）
- 天と地と（2008年）
- 土曜ワイド劇場
  - 狩矢父娘シリーズ
    - 第10作「京都お茶会殺人事件」（2009年） - 刑事
    - 第11作「京都・美人女優連続殺人事件」（2010年） - 制作会社社員

  - スペシャリスト 第1作「無実の罪で10年服役した刑事と殉職警官の妻…異色タッグが京都を揺るがす4つの殺人連鎖に挑む!」（2013年） - 村瀬美樹男
  - 冤罪死刑（2013年）
  - 東京駅お忘れ物預り所 第7作「南紀白浜〜特急くろしお号12分間の殺意!!」（2014年） - 丸井
- 金曜ナイトドラマ
  - メイド刑事 Mission 3「天才女優をボディーガードせよ!」（2009年） - 前島
  - 信長のシェフ（2013年）
- ドラマスペシャル
  - 樅ノ木は残った（2010年）
  - 鬼龍院花子の生涯（2010年）
  - みをつくし料理帖（2012年）
  - だましゑ歌麿III（2013年）
- 松本清張ドラマスペシャル
  - 松本清張ドラマスペシャル 砂の器（2011年）
  - 松本清張没後20年特別企画 ドラマスペシャル 波の塔（2012年） - 小山
- 日曜エンターテインメント
  - みをつくし料理帖 第2弾（2014年）
  - 迷宮捜査（2015年） - 長原利男
- 信長のシェフ Part2 第3話「信長のシェフ誘拐される! 武田信玄が平成グルメに激怒!?」（2014年）
- 女の犯罪ミステリー / 福田和子 整形逃亡15年（2016年）

#### テレビ東京
- あばれ八州御用旅 第4シリーズ 第3話「悲恋の行方! 欺かれた八州廻り」（1994年）
- あばれ医者嵐山 第7話「死んだはずの男」（1995年）
- 12時間超ワイドドラマ（新春ワイド時代劇）
  - 次郎長三国志 第一部 「清水港の暴れん坊」（2000年）
  - 徳川風雲録 八代将軍吉宗 第二部「大奥女の戦い 御三家の野望」（2008年）
  - 忠臣蔵〜その義その愛（2012年）
- よろずや平四郎活人剣 第5話「一匹狼」（2007年）
- 金曜時代劇
  - お江戸吉原事件帖 第5話「雀泣かせた童女の願い」（2007年）
  - 幻十郎必殺剣 第4話「ふたつの顔の女」（2008年）
- 月曜時代劇 / 主水之助七番勝負〜徳川風雲録外伝〜 第2話「人斬り班平」（2008年）
- 逃亡者 おりん2 第一話「壱ノ刺客「擬宝珠 GIBOSHI」」（2012年） - 茂吉
- 水曜ミステリー9
  - 作家探偵・山村美紗 第1作「京都・東山 密室トリック殺人事件」（2012年） - 刑事
  - 刑事の十字架（2014年） - 松村浩

#### NHK BSプレミアム
- スペシャル時代劇 / 十三人の刺客（2020年）

#### BS-TBS
- 水戸黄門 第1シリーズ 第4話「悪を糺した弥治郎こけし」（2017年）

#### BSフジ
- 三屋清左衛門残日録「陽のあたる道」（2016年） - 岩井貢

#### WOWOW
- 連続ドラマW / ふたがしら（2015年）

### テレビ番組
- 日本の歴史「ミュージカル 平安貴族の優雅な一日」（2005年、フジテレビ）

### 映画
- 継承盃（1992年、東映）
- 瀬戸内ムーンライト・セレナーデ（1997年、松竹）
- 残侠 ZANKYO（1999年、東映）
- プリンセス・トヨトミ（2011年、東宝）
- BLACKFOX: Age of the Ninja（2019年、東映）

### 配信ドラマ
- BLACKFOX: Age of the Ninja（2019年、Amazonプライム）